# انجمن پزشکی آمریکا
انجمن پزشکی آمریکا (به انگلیسی: American Medical Association) (به اختصار:AMA) یک مؤسسه پزشکی آمریکایی است که در سال ۱۸۴۷ تأسیس شده‌است و بزرگترین انجمن پزشکان در هر دوبخش دکترای پزشکی و دکتر پزشکی استیوپاتی در کشور ایالات متحده آمریکا به‌شمار می‌آید. هدف این انجمن «ترویج و ترقی هنر و علم پزشکی و بهبود بهداشت عمومی» عنوان شده‌است. این انجمن همچنین به انتشار مجله ای با نام جاما می‌پردازد که بیشترین تیراژ را در انتشارات هفتگی جهان داراست. این انجمن همچنین یک فهرست از کدهای تخصص‌های پزشکی که در ایالات متحده استاندارد هستند را جهت مشخص کردن شاخه‌های پزشکی و تخصص‌های آن منتشر می‌کند.